# Léon Vandermeiren
Léon Vandermeiren (ur. 8 stycznia 1896, zm. 3 maja 1955 w Brukseli) – belgijski piłkarz grający na pozycji bramkarza. Był reprezentantem Belgii.

## Kariera klubowa
Całą swoją karierę Vandermeiren spędził w klubie Daring Club z Brukseli. Zadebiutował w nim w 1919 roku w pierwszej lidze belgijskiej i grał w nim do 1928 roku. W sezonie 1920/1921 wywalczył z nim tytuł mistrza Belgii.

## Kariera reprezentacyjna
W reprezentacji Belgii Vandermeiren zadebiutował 17 lutego 1920 roku w wygranym 3:0 towarzyskim meczu z Anglią, rozegranym w Brukseli. Był w kadrze Belgii na Igrzyska Olimpijskie w Antwerpii. Zdobył na nich złoty medal, jednak nie rozegrał żadnego spotkania na tym turnieju. Od 1920 do 1925 roku rozegrał 3 mecze w kadrze narodowej.